# Alexander Munro (beeldhouwer)

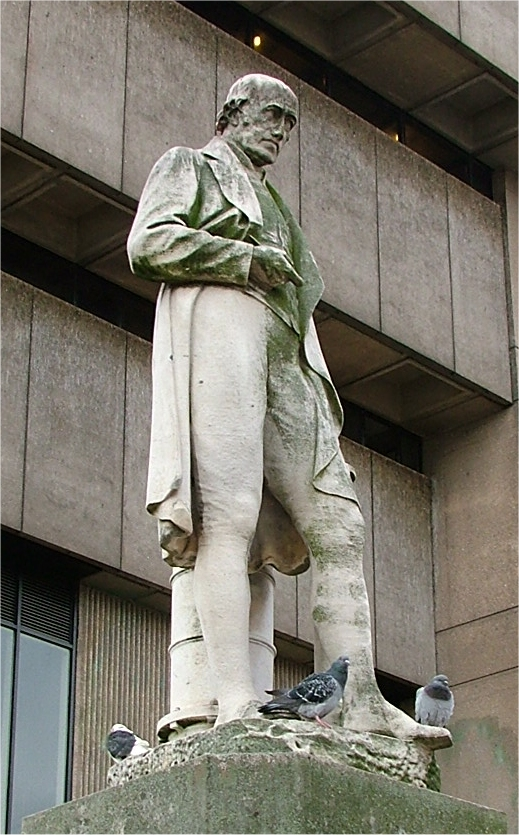
James Watt, Birmingham

Alexander Munro (Inverness, 26 oktober 1825 – Cannes, 1 januari 1871) was een in Schotland geboren maar voornamelijk in Engeland werkzame beeldhouwer die wordt geassocieerd met de beweging van de Prerafaëlieten.
Munro was de zoon van een Schotse steenhouwer in dienst van Harriet Egerton, hertogin van Sutherland. Zij ontdekte zijn talent en steunde hem in zijn opleiding en het vinden van werk in Londen.
Hier arriveerde hij in 1848 en kwam in dienst bij Charles Barry, de architect die zich bezighield met de herbouw van het Palace of Westminster.
In 1847 schreef hij zich in bij de Royal Academy of Arts, waar hij in contact kwam met onder anderen John Everett Millais en Dante Gabriel Rossetti en zodoende met de ideeën van de Prerafaëlieten.
In 1849 exposeerde hij zijn eerste werken bij de Academy, bestaande uit portretbustes. Hij bleef hier werk tentoonstellen tot 1870.
Munro deelde van 1852 tot 1858 een atelier met Arthur Hughes. Ook werkte hij samen met Thomas Woolner, de enige beeldhouwer in de kerngroep van de Prerafaëlieten. In 1855 reisde hij met Rossetti naar Parijs en hij bezocht Italië in 1858, 1861 en 1863, de laatste keer samen met Hughes. Hij was tevens bevriend met de befaamde kunstcriticus John Ruskin. Gesuggereerd wordt dat Munro degene was die aan een journalist 'lekte' waar de 'geheime' afkorting P.R.B. voor stond. (De afkorting werd gebruikt door de leden van de Pre-Raphaelite Brotherhood.)
Tot zijn bekendste werken hoort het in marmer uitgevoerde Paolo and Francesca (1851-1852, Birmingham Museum and Art Gallery).
Het werk werd aangekocht door William Gladstone, de latere minister-president.
Naast portretbustes vervaardigde Munro grote werken voor de openbare ruimte, waaronder een beeld van James Watt in Birmingham. Zijn Boy and Dolphin bevindt zich in het Londense Hyde Park. Ook maakte hij beelden voor de universiteitsbibliotheek in Oxford.
Munro bleef zijn leven lang trouw aan de principes van de Prerafaëlieten. Hij kampte vanaf 1865 met longproblemen en hield zich daarom regelmatig op in Cannes. Daar liet hij een huis en atelier bouwen en hij overleed er in 1871.